# Argostemma junghuhnii
Argostemma junghuhnii är en måreväxtart som beskrevs av Friedrich Anton Wilhelm Miquel. Argostemma junghuhnii ingår i släktet Argostemma och familjen måreväxter. Inga underarter finns listade i Catalogue of Life.